# Tenuipalpus striolatus
Tenuipalpus striolatus är en spindeldjursart som beskrevs av Meyer 1979. Tenuipalpus striolatus ingår i släktet Tenuipalpus och familjen Tenuipalpidae. Inga underarter finns listade i Catalogue of Life.